# 第10集团军 (德国国防军)
第10軍團（德語：10. Armee）是二戰時期德國國防軍的軍團。

## 歷史
第10集团军最先在1939年8月建立，目的是為了執行入侵波蘭的計畫。波蘭戰役後第10集团军解散。
為防禦盟軍對義大利的入侵，新的第10軍團於1943年成立。作為阿道夫·希特勒最後抵抗的一部分，1943年末和1944年初他曾在聖彼得英法內戰役和蒙特卡西諾戰役中沿著冬季防線進行防禦。第10軍團在卡西諾的部隊包括德國的第14裝甲軍和傘降師。1945年4月，亞得里亞海和博洛尼亞之間進行了進一步的防禦戰，右翼與鄰近的第14軍團會師。1945年5月2日，隨著其上級C集團軍向盟軍投降。

## 指揮

### 司令
- 瓦爾特·馮·賴歇瑙砲兵上將（1939年8月26日-10月10日）
- 海因里希·馮·菲廷霍夫大將（1943年8月15日-9月4日）
- 約阿希姆·勒梅爾森裝甲兵上將（1943年9月4日-12月31日）
- 海因里希·馮·菲廷霍夫大將（1943年12月31日-1944年10月26日）
- 約阿希姆·勒梅爾森裝甲兵上將（1944年10月26日至1945年2月16日）
- 特勞戈特·赫爾裝甲兵上將（1945年2月16日-5月2日）

### 參謀長
- 弗里德里希·保盧斯少將（1939年8月26日-10月10日）
- 弗里茨·溫策爾上校（1943年8月15日-1944年11月1日）
- 迪特里希·貝利茨少將（1944年11月1日-1945年5月2日）

### 戰鬥序列
1939年9月1日的战斗序列为：
- 第4军
  - 第4步兵师
  - 第46步兵师
- 第11军
  - 第18步兵师
  - 第19步兵师
- 第14军
  - 第13步兵师
  - 第29步兵师
- 第15军
- 第16军
  - 第14步兵师
  - 第31步兵师
  - 第1装甲师
  - 第4装甲师